# Huélaga (kommunhuvudort)
Huélaga är en kommunhuvudort i Spanien.   Den ligger i provinsen Provincia de Cáceres och regionen Extremadura, i den centrala delen av landet, 250 km väster om huvudstaden Madrid. Huélaga ligger 284 meter över havet och antalet invånare är 192.
Terrängen runt Huélaga är platt. Runt Huélaga är det mycket glesbefolkat, med 6 invånare per kvadratkilometer. Närmaste större samhälle är Moraleja, 3,9 km väster om Huélaga. Omgivningarna runt Huélaga är huvudsakligen savann.